# Pierre Coste
Pierre Coste (* 27. Oktober 1668 in Uzès; † 24. Januar 1747 in Paris) war ein französischer Theologe, Buchdrucker und Übersetzer.

## Leben und Wirken
Er entstammte einem reformierten Elternhaus. Pierre Coste war das zweite von insgesamt sechzehn Kindern des Wolltuchhändlers Barthélemy Coste (1625–1707) und dessen Ehefrau Marguerite Verdier.
In seiner Kindheit lebte Pierre Coste bei seinen Großeltern mütterlicherseits in der Nähe Anduze, wo er auch seine erste Schulzeit absolvierte.
Nach der Aufhebung des Edikt von Nantes, Édit de Nantes am 18. Oktober 1685 mit dem Edikt von Fontainebleau, Édit de Fontainebleau durch den französischen König Ludwig XIV. wurde Pierre Coste gezwungen Frankreich zu verlassen. Im Jahre 1684 ging er an die Universität in Genf, dort hörte er u. a. auch Vorlesungen des cartesianisch-orientierten Philosophen Jean-Robert Chouet (1642–1731). Im Mai traf Pierre Coste mit Charles Pacius de la Motte (ca. 1667–1751) zusammen, der sein lebenslanger Freund wurde. Später, vom Frühjahr 1686 bis April 1687, studierte Coste Philosophie und Theologie in Lausanne und dann bis April 1688, Theologie in Zürich. Schließlich wechselte an die Universität Leiden, wo er seine theologischen Studien bei Friedrich Spanheim und Stephanus le Moine vervollständigte.
Im Jahre 1697 verließ er Holland in Richtung England. Schon in Holland machte er die Bekanntschaft von John Locke, mit dem er sich befreundete und der ihn nach England einlud. Coste war auch eng mit Pierre des Maizeaux (1666–1745) befreundet, beide besuchten oft das Rainbow Coffee House, einem Treffpunkt u. a. der französischen Exilanten in der Londoner Fleet Street.
Er übersetzte viele Schriften des englischen Philosophen und eine Reihe weiterer Werke, so von Isaac Newton, Anthony Ashley Cooper, 3. Earl of Shaftesbury aus der englischen in die französische Sprache:
- Christianisme raisonnable. 1695.
- L’Éducation des enfants. 1698.
- L’Essai sur l’entendement humain. 1700.
- L’Optique de Newton. 1722.
- L’Usage de la raillerie de Shaftesbury. 1710.

Er stand auch mit Gottfried Wilhelm Leibniz in häufigen Briefwechsel.  Mit fast sechsundsechzig Jahren heiratete er im Jahre 1735 Marie de Laussac († 1736), die Tochter eines Militärpfarrers. Am 25. November 1742 wurde Pierre Coste Mitglied der Royal Society.